# Ewoks (série télévisée d'animation)
Pour l’article homonyme, voir Ewok pour l'espèce fictive de l'univers Star Wars.
Ewoks (Star Wars: Ewoks) est une série télévisée d'animation américano-canadienne en 35 épisodes de 22 minutes diffusée entre le 7 septembre 1985 et le 13 décembre 1986 sur le réseau ABC, inspirée des personnages créés par George Lucas pour la saga Star Wars.
Elle raconte les exploits de Wicket et de sa tribu Ewok avant les événements du Retour du Jedi et les téléfilms L'Aventure des Ewoks et sa suite La Bataille d'Endor.

## ChronologieStar Wars
La série d'animation fait partie de l'univers étendu de Star Wars : œuvres qui reprennent l'univers créé par George Lucas pour les films de la saga éponyme. Selon Science-Fiction magazine, Ewoks débute quatre ans avant la Bataille de Yavin IV dans l'épisode IV. Elle précède les téléfilms L'Aventure des Ewoks et sa suite La Bataille d'Endor qui se situent entre les épisodes V et VI de la saga.

## Synopsis

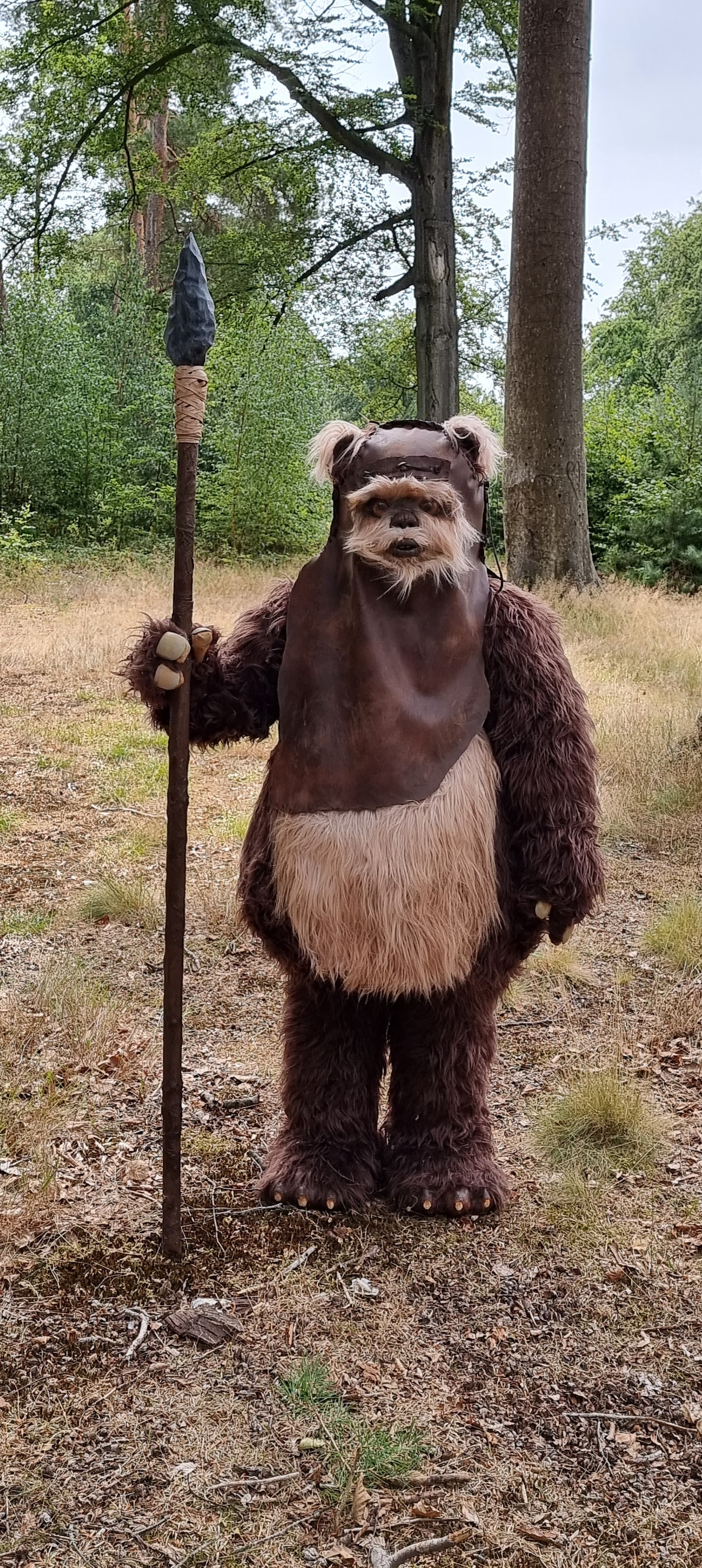
Personne déguisée en Ewok

La série raconte les aventures des Ewoks sur la lune forestière d'Endor avant l'arrivée de l'Empire. Les aventures sont surtout axées sur Wicket qui est adolescent et ses amis Kneessa, Latara et Teebo. Ils aideront leurs ainés à se défendre contre leurs ennemis les Duloks et la sorcière Morag,,.

## Fiche technique
- Titre original : Ewoks
- Création : George Lucas
- Réalisation : Raymond Jafelice, Dale Schott
- Scénario : Bob Carrau et Paul Dini
- Conception des personnages : Cynthia Ward
- Décors : Clive Powsey
- Musique : Tay Mahal et Inshira Mahal
  - Générique interprété par Dorothée en version française
- Production : Michael Hirsh, Patrick Loubert, Clive Smith ; Miki Herman et George Lucas (délégués)
- Sociétés de production : Nelvana et Lucasfilm
- Pays :  États-Unis
- Genre : Fantasy
- Nombre d'épisodes : 35 (2 saisons)
- Date de première diffusion : 1985

## Distribution (voix)

### Voix originales
- Jim Henshaw : Wicket W. Warrick
- Cree Summer : Princesse Kneesaa
- Taborah Johnson : Latara
- Eric Peterson : Teebo
- Alyson Court : Malani
- George Buza : Chef Chirpa
- Dan Hennessey : Roi Gorneesh
- Jackie Burroughs : Morag

### Voix françaises
- Pierre Trabaud : Wicket, Logray le sorcier
- Françoise Fleury : Teebo, Malani
- Christine Delaroche : Princesse Kneesaa (voix principale)
- Pierre Tornade : Paploo
- Ysabelle Lacamp : Latara

## Diffusion
Aux États-Unis, le 7 septembre 1985, le dessin animé a été diffusé sur le réseau ABC dans une émission appelée Ewoks and Droids Adventure Hour avec Droïdes, une autre série dérivée des films, inédite à la télévision française. Contrairement à son homologue, Ewoks a été reconduit pour une seconde saison qui a été diffusé sur ABC le 13 septembre 1986,.
En France, la série a été diffusée à partir du 7 janvier 1987 sur Antenne 2, puis rediffusée en 1989 dans le programme Éric et Compagnie, et au Québec à partir du 6 septembre 1989 sur Canal Famille.
Le 2 avril 2021, toute la série est sortie sur Disney+.

## Épisodes
La série est composée de deux saisons, avec treize épisodes de 22 minutes pour la première et 22 épisodes de 11 minutes pour la seconde,.

### Première saison (1985)
1. Les Arbres qui pleuraient (The Cries of the Trees)
2. Le Village hanté (The Haunted Village)
3. La Colère des Flogs (Rampage of the Phlogs)
4. Sauver Deej (To Save Deej)
5. Les Jindas, gens du voyage (The Traveling Jindas)
6. L’Arbre de lumière (The Tree of Light)
7. Le Maléfice des Jindas (The Curse of the Jindas)
8. Le Pays des Gupins (The Land of the Gupins)
9. La Pierre d'ombre et de lumière (Sunstar vs. Shadowstone)
10. Le Chariot de Wicket (Wicket's Wagon)
11. Les Trois Leçons  (The Three Lessons)
12. La Moisson bleue (Blue Harvest)
13. Asha, le fantôme rouge (Asha)

### Deuxième saison (1986)
1. La Cape de cristal (The Crystal Cloak)
2. La Plante magique (The Wish Plant)
3. Les Créatures de la nuit (Home Is Where the Shrieks Are)
4. La Princesse Latara (Princess Latara)
5. Le Raïque (The Raich)
6. Le Maître du totem (The Totem Master)
7. Un cadeau pour Shodu (A Gift for Shodu)
8. La Nuit de l'étranger (Night of the Stranger)
9. Lanadac (Gone with the Mimphs)
10. Le Premier Apprenti (The First Apprentice)
11. Marchand en herbe (Hard Sell)
12. Le Guerrier et le magicien (A Warrior and a Lurdo)
13. Le Sceptre des saisons (The Season Scepter)
14. La Proue porte-bonheur (Prow Beaten)
15. Le Rival de Baga (Baga's Rival)
16. La Hutte des horreurs (Horville's Hut of Horrors)
17. La Flûte tragique (The Tragic Flute)
18. Oh, c’est bien ma chance (Just My Luck)
19. Norky la petite peste (Bringing Up Norky)
20. Quelle soirée (Battle for the Sunstar)
21. Les Ewoks contre-attaquent (Party Ewok)
22. Malani la guerrière (Malani the Warrior)

## Distinctions
En 1986, la série d'animation Ewoks a été nommée pour un prix Gemini dans la catégorie Meilleur programme, programme simple ou série d'animation (Best Animated Program, Single Program or Series). En 1989, elle a été nommée pour un Young Artist Award dans la catégorie Meilleure série d'animation (Best Animation Series).

## DVD
Le DVD Star Wars, les Aventures animées : Ewoks, sorti le 25 avril 2005, contient huit épisodes de la série. Ces épisodes ont été rassemblés par quatre afin de ne former que deux longs films. Quatre épisodes (les 2, 1, 3 et 9) ont été édités ensemble pour former un premier film, Le Village hanté (The Haunted Village) et quatre autres épisodes (les 10, 5, 4 et 13) ont été édités ensemble pour former un second film, Contes de la forêt d'Endor (Tales from the Endor Woods). Les deux films rassemblés durent 170 minutes au total.
Les autres épisodes de la série n'ont pas été édités en DVD; presque tous les épisodes (à l'exception de Les Trois Leçons  et La Proue porte-bonheur / Le Rival de Baga) sont sortis auparavant en cassettes VHS dans les années 1980 et 1990.

### Le Village hanté
Il y a de nombreuses années, un héros Ewok avait réussi à vaincre la vilaine sorcière Morag en brisant la pierre d’ombre et de lumière. Alors que cette histoire est devenue un conte pour enfants, la sorcière envoie son monstre ailé, la mantigrue, pour voler les arbres à baie soleil. Heureusement, les Ewoks ne manquent pas de ressource et décident d’utiliser du savon magique qui rend les baies invisibles. Alors que toute la tribu se met au travail, les monstres des marais sont bien décidés à s’emparer de ce savon…
Ce premier film rassemble les quatre épisodes suivants : 
- Le Village hanté (The Haunted Village)
- Les Arbres qui pleuraient (The Cries of the Trees)
- La Colère des Flogs (Rampage of the Phlogs)
- La Pierre d'ombre et de lumière (Sunstar vs. Shadowstone)

### Contes de la forêt d'Endor
Lors d’une ballade pluvieuse dans la foret, un jeune Ewok retrouve le mythique char de bataille de Warwik, le héros de la bataille contre les Mulocks qui menaçaient le village il y a de nombreuses années. Avec l’aide de quelques amis, il décide de rénover le véhicule. Mais les Mulocks, désormais réfugiés dans les marais, observent ces travaux et décident de relancer leur plan de conquête de la forêt d’Endor…
Ce deuxième film rassemble les quatre épisodes suivants :
- Le Chariot de Wicket (Wicket's Wagon)
- Les Jindas, gens du voyage (The Traveling Jindas)
- Sauver Deej (To Save Deej)
- Asha, le fantôme rouge (Asha)

## Produits dérivés
Durant les années 1985 et 1986, trois épisodes de la première saison de la série ont été adaptés en livres pour enfant :
- Wicket and the Dandelion Warriors: An Ewok Adventure de Larry Weinberg est l'adaptation de Sauver Deej (To Save Deej) le quatrième épisode[9],[10].
- The Shadow Stone: An Ewok Adventure de Cathy East Dubowski est l'adaptation de La Pierre d'ombre et de lumière (Sunstar vs. Shadowstone), le neuvième épisode[9],[11].
- The Red Ghost: An Ewok Adventure de Melinda Luke est l'adaptation de Asha, le fantôme rouge (Asha), le treizième épisode[9],[12].

De 1985 à 1987, une série de quatorze comics intitulé Ewoks publiés par Star Comics, label de Marvel Comics, a été réalisée en coordination avec le dessin animé,,.
Des personnages de la série ont été adaptés en figurine et des Ewoks sont sortis au format peluche. Il existe également des puzzles, cahiers de coloriage, jeux de sociétés, des fiches de décalcomanie, déguisements, du matériel scolaire, boîte de gouter, cartes de vœux, vêtements et encore bien d'autres produits dérivés,,.